# Sondra Van Ert
Sondra Van Ert (Des Moines, 9 marzo 1964) è un'ex sciatrice alpina e snowboarder statunitense, campionessa mondiale nello slalom gigante ai Mondiali di snowboard di San Candido 1997.

## Biografia
Originaria di Bountiful, la Van Ert iniziò la sua carriera agonistica gareggiando nello sci alpino: discesista pura, nella stagione 1984-1985 in Nor-Am Cup fu 2ª nella classifica di specialità, mentre in Coppa del Mondo ottenne l'unico piazzamento il 15 marzo 1986 a Vail (12ª). Passata allo snowboard, conquistò il primo podio in Coppa del Mondo il 5 dicembre 1994 nella Pitztal in slalom gigante (3ª) e ai Mondiali di Lienz 1996 vinse la medaglia di bronzo sia nello slalom gigante, sia nello slalom parallelo; il 10 febbraio dello stesso anno ottenne la prima vittoria in Coppa del Mondo, a Kanbayashi in slalom gigante, e l'anno dopo ai Mondiali di San Candido 1997 si aggiudicò la medaglia d'oro nello slalom gigante e si piazzò 11ª nello slalom, 21ª nello slalom parallelo e 10ª nello snowboard cross. In quella stessa stagione 1996-1997 in Coppa del Mondo fu 2ª nella classifica generale, superata dalla vincitrice Karine Ruby di 558 punti, e 3ª in quella della Coppa del Mondo di snowboard cross.
Ai XVIII Giochi olimpici invernali di Nagano 1998, sua prima presenza olimpica, fu 12ª nello slalom gigante; l'anno dopo ai Mondiali di Berchtesgaden 1999 vinse la medaglia di bronzo nello slalom gigante e si classificò 13ª nello slalom gigante parallelo, 23ª nello slalom parallelo e 7ª nello snowboard cross. Il 19 gennaio 2000 conquistò a Schönried/Gstaad in slalom gigante l'ultima vittoria in Coppa del Mondo e il 10 gennaio 2001 l'ultimo podio, nelle medesime località e specialità (3ª); ai Mondiali di Madonna di Campiglio 2001, sua ultima presenza iridata, si piazzò 4ª nello slalom gigante, 6ª nello slalom gigante parallelo e 19ª nello slalom parallelo e ai XIX Giochi olimpici invernali di Salt Lake City 2002, sua ultima presenza olimpica, fu 17ª nello slalom gigante parallelo. Si ritirò al termine della stagione 2003-2004: la sua ultima gara in Coppa del Mondo fu lo slalom gigante parallelo disputato a Mount Bachelor il 5 marzo 2004 (20ª), mentre la sua ultima gara in carriera fu lo slalom di Nor-Am Cup disputato a Breckenridge il 21 marzo seguente (7ª).

## Palmarès

### Sci alpino

#### Coppa del Mondo
- Miglior piazzamento in classifica generale: 77ª nel 1986

#### Campionati statunitensi
- 1 medaglia (dati parziali):
  - 1 bronzo (discesa libera[2] nel 1984)

### Snowboard

#### Mondiali
- 4 medaglie:
  - 1 oro (slalom gigante a San Candido 1997)
  - 3 bronzi (slalom gigante, slalom parallelo a Lienz 1996; slalom gigante a Berchtesgaden 1999)

#### Coppa del Mondo
- Miglior piazzamento in classifica generale: 2ª nel 1997
- 29 podi:
  - 8 vittorie
  - 7 secondi posti
  - 14 terzi posti

##### Coppa del Mondo - vittorie
| Data             | Località         | Paese    | Specialità |
| ---------------- | ---------------- | -------- | ---------- |
| 10 febbraio 1996 | Kanbayashi       | Giappone | GS         |
| 5 marzo 1997     | Grächen          | Svizzera | SBX        |
| 11 dicembre 1997 | Whistler         | Canada   | SG         |
| 10 dicembre 1998 | Whistler         | Canada   | SG         |
| 20 gennaio 1999  | Schönried        | Svizzera | GS         |
| 30 gennaio 1999  | Mont-Sainte-Anne | Canada   | GS         |
| 14 gennaio 2000  | Berchtesgaden    | Germania | PGS        |
| 19 gennaio 2000  | Schönried/Gstaad | Svizzera | GS         |

Legenda:

SG = supergigante

GS = slalom gigante

PGS = slalom gigante parallelo

SBX = snowboard cross

#### Nor-Am Cup
- Miglior piazzamento in classifica generale: 11ª nel 2003
- 2 podi:
  - 1 secondo posto
  - 1 terzo posto

#### South American Cup
- Miglior piazzamento in classifica generale: 19ª nel 2002
- 2 podi:
  - 2 vittorie

##### South American Cup - vittorie
| Data           | Località     | Paese | Specialità |
| -------------- | ------------ | ----- | ---------- |
| 28 luglio 2002 | Valle Nevado | Cile  | SBX        |
| 28 agosto 2003 | Valle Nevado | Cile  | PGS        |

Legenda:

PGS = slalom gigante parallelo

SBX = snowboard cross

#### Campionati statunitensi
- 5 medaglie (dati parziali):
  - 3 ori (slalom gigante, slalom nel 1998; slalom gigante nel 2000)
  - 2 bronzi (snowboard cross nel 2000; slalom nel 2001)